# Microftalmia
La microftalmia è una malformazione che coinvolge l'occhio, che risulta più piccolo del normale, sebbene possa risultare strutturato in maniera normale. Può essere mono o bilaterale.
La visione di solito è ridotta.
Esistono di diverse tipologie di microftalmia: può essere associata a coloboma, con ereditarietà autosomica dominante o recessiva, e presentarsi con cisti colobomatose.
Contestualmente si possono presentare altre malformazioni all'occhio nonché in altre parti del corpo.